# Plagopterus argentissimus
Plagopterus argentissimus è un piccolo pesce d'acqua dolce appartenente alla famiglia Cyprinidae, unico rappresentante del genere Plagopterus.

## Distribuzione e habitat
Questa specie è diffusa nelle acque dolci dell'America del Nord (Utah, Arizona, Nevada), dove frequenta zone con corso medio e lento a substrato sabbioso, spesso con acque torbide.

## Descrizione
Presenta un corpo snello e allungato, con profili dorsale arcuato e ventre poco pronunciato. Gli occhi sono grandi. Le scaglie sono molto piccole, quasi invisibili a occhio nudo. Le pinne sono trapezoidali, con i vertici arrotondati. La pinna caudale è bilobata. La livrea: un colore di fondo azzurro argenteo con vivi riflessi metallici. Il dorso è più scuro, il ventre tendente al bianco. Le pinne sono trasparenti, con velature d'azzurro e di grigio.

Raggiunge una lunghezza massima di 10 cm.

## Riproduzione
La fecondazione è esterna, con deposizione delle uova lasciate a sé stesse: non vi sono cure parentali. Il periodo riproduttivo avviene, nei luoghi d'origine, tra aprile e agosto.

## Alimentazione
Questa specie si nutre di piccoli pesci, insetti, vermi, invertebrati in genere.

## Pericolo di estinzione
P. argentissimus è stato iscritto alla Lista Rossa IUCN a causa delle modifiche al suo habitat naturale: infatti nei fiumi dove è diffuso si è registrata la costruzione di numerose dighe che hanno interferito con il normale scorrimento delle acque fluviali.